# 托克托古爾
托克托古爾（Toktogul）是吉爾吉斯的城鎮，由賈拉拉巴德州管轄，位於該國西部，托克托古爾水庫的北岸。距離首府賈拉拉巴德104公里，2009年人口16,429。

## 脚注
1. ↑   (PDF).   [2011-08-10]. （原始内容 (PDF)存档于10 August 2011）.

41°54′N 72°57′E / 41.900°N 72.950°E